# Villa Maria College
Il Villa Maria College è un'università privata di indirizzo cattolico con sede a Buffalo, nello stato americano di New York.
Fu fondato nel 1961 dalle Suore di San Felice da Cantalice per la formazione delle religiose della congregazione che si preparavano all'insegnamento.